# Väderballong

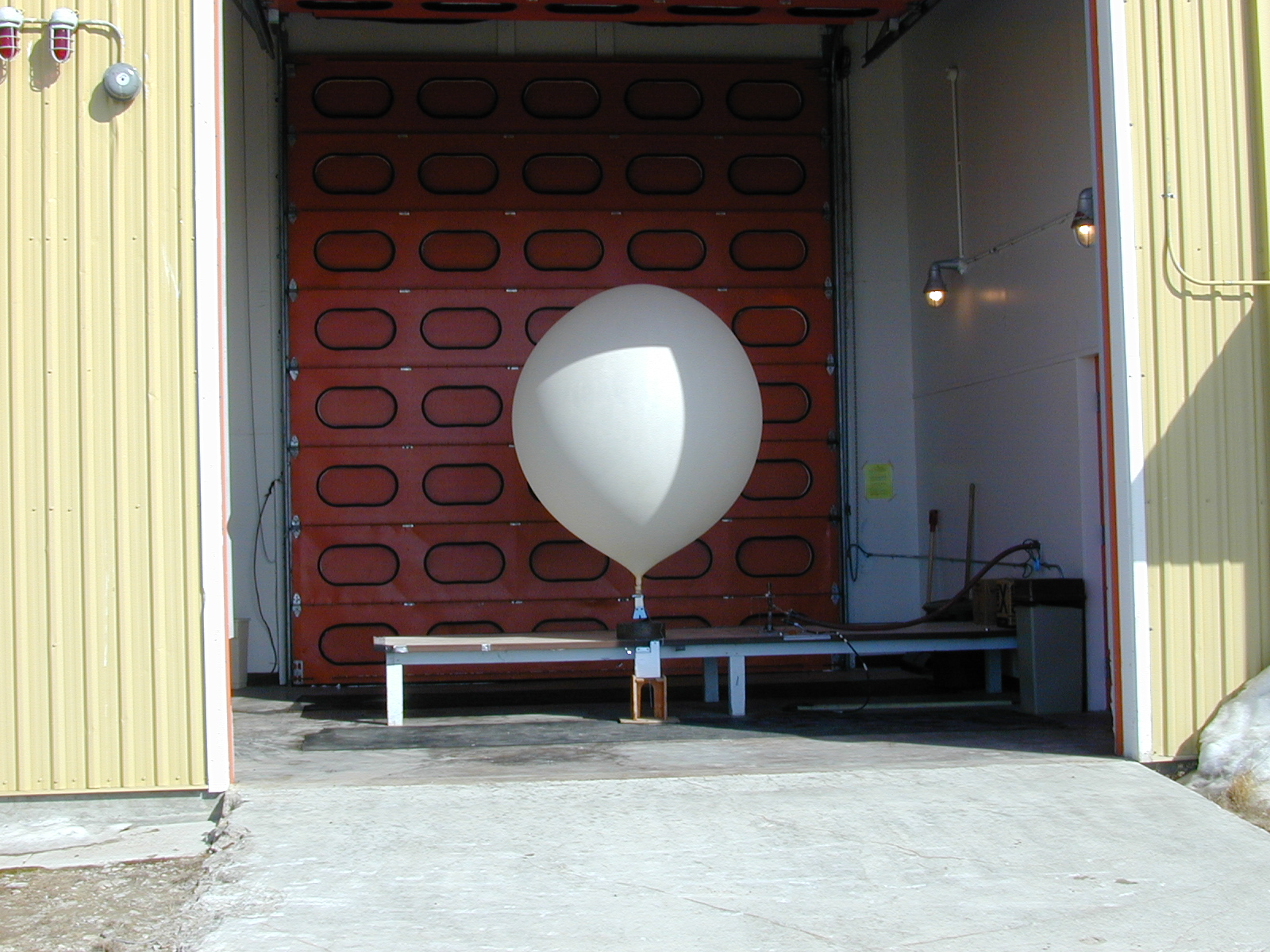
En vätgasfylld väderballong.

Väderballong är en mindre ballong som är fylld med helium eller vätgas och medför instrumentpaket som registrerar diverse data i atmosfären för meteorologiska ändamål. Väderballongen sprängs då den når den höjd där lufttrycket utanför ballongen understiger gastrycket inuti.

## Material och utrustning
Ballongen producerar själv lyftet, och består vanligtvis av mycket flexibla latexmaterial. Enheten som genomför de noggranna mätningarna och radiokommunikationerna hänger i den nedre delen av ballongen, oftast i slags lina, och kallas radiosond. Specialiserade radiosonder kan mäta särskilda data, så som att mäta ozonkoncentrationen. 
Ballongen är oftast fylld med väte, på grund av den låga kostnaden, även om helium kan användas som ett alternativ. Uppstigningshastigheten kan kontrolleras genom den mängd gas som ballongen fylls med. Väderballonger kan nå höjder upp emot 40 km. Den skulle kunna nå högre höjder om inte lufttrycket skulle försvagas till en sådan mängd så att ballongen inte skulle fortsätta att expandera, istället börjar ballongen att lösas upp. Det är oftast i detta skede som utrustningen går förlorad. Ovanför denna altitud används sondraketer. Till ännu högre höjder används satelliter.
Större tillverkare av ballonger är de japanska Totex och Cosmopren och de amerikanska Scientific Sales, Inc.

### Förväxling med UFO
Väderballonger sägs oftast vara orsaken till observationer av oidentifierade flygande föremål. Det mest kända fallet är Roswellincidenten, då många tror att ett utomjordisk farkost kraschade, medan den amerikanska militären säger att det var en väderballong.